# پاسخ ضربه

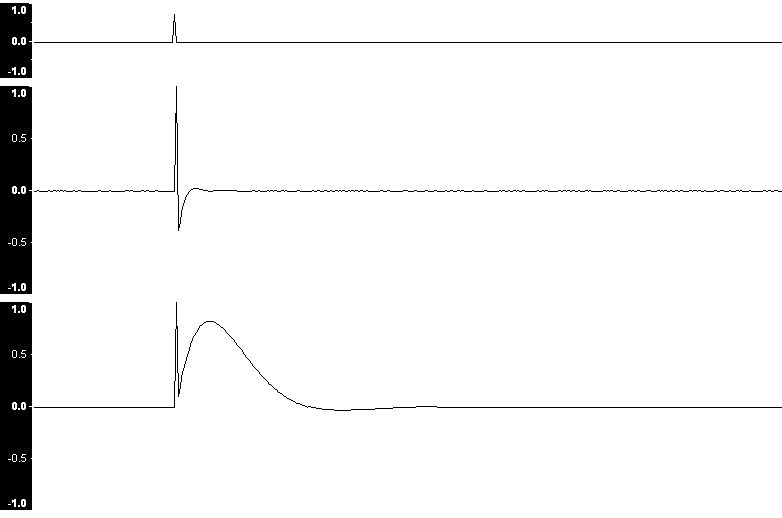
پاسخ ضربه یک سیستم صوتی.

پاسخ ضربه (انگلیسی: Impulse response)، خروجی (یا پاسخ) یک سامانه پویا است هنگامی که ورودی سیستم، تابع دلتای دیراک است. از آنجا که تابع ضربه همهٔ فرکانس‌ها را داراست، پاسخ ضربه تعیین‌کنندهٔ پاسخ یک سیستم خطی تغییرناپذیر با زمان به همهٔ فرکانس‌ها است. برای تعیین خروجی یک سیستم به یک ورودی خاص در حوزهٔ زمان، باید کانوُلوشن آن ورودی با پاسخ ضربهٔ سیستم به دست آورده شود. تابع تبدیل سیستم، تبدیل لاپلاس پاسخ ضربهٔ سیستم است. پاسخ سیستم به یک ورودی در حوزه فرکانس، حاصلضرب تابع تبدیل سیستم در تبدیل لاپلاس ورودی است.